# Minoa
Minoa (grec Μινώα) fou una ciutat de Creta a l'oest del cap Drepanion segons Claudi Ptolemeu. Seria la moderna Stérnes a la badia de Suda.
Una altra ciutat de Creta es va dir Minoa i era al districte de Lictos a la part occidental de l'illa. Correspon a Castel Mirabello, prop d'Istrónes.